# Parada de Pintor Gastón Castelló (TRAM Alicante)
Pintor Gastón Castelló es una parada del TRAM Metropolitano de Alicante donde presta servicio la línea 2. Está situada en la zona norte del casco urbano de Alicante, en los límites de los barrios Virgen del Remedio y Colonia Requena.

## Localización y características
Se encuentra ubicada en la avenida Pintor Gastón Castelló, desde la que se accede. En esta parada se detienen los tranvías de la línea 2. Dispone de dos andenes y dos vías.

## Líneas y conexiones
| << Cabecera | < Estación     | Línea | Estación >         | Cabecera >>             |
| ----------- | -------------- | ----- | ------------------ | ----------------------- |
| Luceros     | Maestro Alonso |       | Virgen del Remedio | Sant Vicent del Raspeig |